# Musical Freedom
Musical Freedom (ook bekend als Musical Freedom Records) is een Nederlands platenlabel, dat in augustus 2009 door Tiësto werd opgericht in samenwerking met het onafhankelijke platenlabel Play It Again, Sam na de verkoop van zijn belang in de Black Hole Recordings. Muziek van het label werd wereldwijd gedistribueerd door PIAS Entertainment Group met als uitzondering de Verenigde Staten waar de distributie verzorgt werd door Ultra Records. Sinds 2014 wordt het label gedistribueerd door PM:AM Recordings en Spinnin' Records.

## Geschiedenis
In augustus 2009 richtte Tijs Verwest (Tiësto) Musical Freedom op na de verkoop van zijn belang in Black Hole Recordings.
Belangrijke successen die volgden waren Maximal Crazy van Tiësto, C'mon (Catch 'em by Surprise) van Tiësto en Diplo, Epic van Sandro Silva en Quintino, Cannonball de Showtek en Justin Prime, Red Lights en Wasted van Tiësto, Secrets van Tiësto en KSHMR en L'Amour toujours (Tiësto Edit) van Dzeko & Torres. Ook beide albums Kaleidoscope en A Town Called Paradise en de vier Club Life compilaties van Tiësto, Club Life Vol.1 - Las Vegas (2011), Club Life Vol. 2 - Miami (2012), Club Life Vol. 3 - Stockholm (2013) en Club Life: Volume Four New York City (2015) werden op het label uitgebracht.

## Artiesten
Artiesten die muziek onder het label Musical Freedom hebben uitgebracht, zijn naast Tiësto onder meer Dada Life, Hardwell, Bassjackers, Quintino, Tommy Trash, Nicky Romero, Showtek, R3hab, Sidney Samson, Martin Garrix, Dimitri Vegas & Like Mike, Firebeatz, Blasterjaxx, Dyro, Oliver Heldens, Dzeko & Torres, DVBBS, 3LAU, KSHMR, W&W, The Chainsmokers, Don Diablo,  DubVision, KSHMR, DSTRQT en Riggi & Piros.